# 1997 en cyclisme
| Années du cyclisme : 1994 - 1995 - 1996 - 1997 - 1998 - 1999 - 2000    |
| Décennies du cyclisme : 1960 - 1970 - 1980 - 1990 - 2000 - 2010 - 2020 |

Les faits marquants de l'année 1997 en cyclisme.

## Par mois

### Mars
- 22 mars : Erik Zabel gagne Milan-San Remo, la première de ses quatre victoires sur la Primavera.

### Avril
- 6 avril : Rolf Sørensen remporte le Tour des Flandres. Frédéric Guesdon surprend ses adversaires dans le vélodrome de Roubaix et s'impose sur Paris-Roubaix le 13. La semaine suivante, Michele Bartoli gagne Liège-Bastogne-Liège à la suite d'une attaque à l'entame du dernier kilomètre aux dépens de Laurent Jalabert.

### Juin
- 8 juin : Ivan Gotti devance Pavel Tonkov lors du Tour d'Italie.

### Juillet
- 5 juillet : départ du Tour de France à Rouen.
- Jan Ullrich gagne le Tour de France le 27 juillet.

### Septembre
- 28 septembre : le Tour d'Espagne est remporté par le Suisse Alex Zülle pour la deuxième année d'affilée.

### Octobre
- 9 octobre : Laurent Jalabert devient champion du monde du contre-la-montre. Trois jours plus tard, Laurent Brochard s'impose dans la course en ligne.
- 18 octobre : Laurent Jalabert remporte le Tour de Lombardie.

## Principales naissances
- 1er janvier : Chloe Dygert, cycliste américaine.
- 13 janvier : Egan Bernal, cycliste colombien.
- 22 mars : Niklas Larsen, cycliste danois.